# تيم فاوست
تيم فاوست (بالإنجليزية: Tim Faust)‏ هو سياسي أمريكي، ولد في 1 أكتوبر 1959 في منيابولس في الولايات المتحدة. حزبياً، نشط في الحزب الديمقراطي. وقد انتخب عضو مجلس نواب مينيسوتا.